# Manu García
Manuel „Manu” García Alonso (Oviedo, 1998. január 2. –) spanyol válogatott labdarúgó, 2024-tól a görög Árisz játékosa.

## Sikerei, díjai
- Manchester City
  - Angol ligakupa: 2015–16

## Külső hivatkozások
- Manu García adatlapja a Transfermarkt oldalán (angolul)
- Manu García adatlapja a Soccerway oldalon (angolul)
- Manu García az UEFA adatbázisában (angolul)